# Васильев, Юрий Сергеевич (фотограф)
Юрий Сергеевич Васильев (белор. Юрый Сяргеевіч Васільеў, род. 25 апреля 1939 года, г. Петрокрепость, СССР — 18 января 2018 года, Минск, Беларусь)) — белорусский фотограф и общественный деятель, Заслуженный работник культуры Республики Беларусь (1992), преподаватель истории фотографии.

## Биография
Юрий Васильев родился 25 апреля 1939 года в городе Петрокрепость (Шлиссельбург в Кировском районе Ленинградской области с 1944 по 1992 г., СССР).
Отец Васильев Сергей Николаевич (1913—1975) работал в системе Госбезопасности, был участником боевых действий во время Второй мировой войны. имел боевые награды. Вышел на пенсию в звании подполковника.
Мать, Васильева Надежда Георгиевна (1915—2005) была домохозяйкой.
Во время Второй мировой войны семья Васильевых эвакуировалась в Башкирию. Детство прошло в разъездах по месту службы отца. За время учёбы в 10-м классе Юрий сменил шесть школ. В школьные годы активно занимался спортом, играл в баскетбол. После окончания средней школы в городе Липецк в 1946 г. поступил в Пензенский политехнический институт по специальности «Вычислительная техника», который окончил в 1961 г. Работал в Пензе на оборонном предприятии, потом по всесоюзному конкурсу попал в минский ЦНИИ ТУ и в 1965 году переехал в Минск. С тех пор жил и работал в Минске.
В 1961—2004 гг. работал на инженерных должностях по специальности.

## Деятельность
Автор идеи и один из создателей и организаторов проектов (наряду с Е. К. Козюлей) «Выставки фотографики в Минске» (1971, 1973, 1975, 1978, 1981, 1989 года) и «Минский форум-98». Автор и ведущий цикла телепередач «Фотопанорама» на БТ (1972 по 1976 гг. Вышло 36 телепередач).
С 1971 года являлся куратором многочисленных фотовыставок, в том числе, зарубежных.
Член фотоклуба «Мінск» с 1965 года. В 1978—1999 годах — председатель и художественный руководитель фотоклуба «Мінск». Ю. С. Васильев 5 лет являлся смотрителем музея-галереи «Мир фото». При его участии было организовано 80 фотовыставок.
Организатор, участник и лауреат всесоюзных, межклубных и международных фотовыставок. Автор многочисленных публикаций о творческой фотографии и белорусской творческой фотографии в отечественной периодике («Мастацтва Беларусі», «Мастацтва»), консультант энциклопедического справочника «Фотография», БЭС, 1993 год.
Представлял Республику Беларусь и фотоклуб «Мінск» в жюри более 50 фотовыставок. Почетный член фотоклуба «Радуга» (1982, Могилев), Почетный член Народной фотостудии «Riga» (1977, Рига), Почетный член Союза фотохудожников Литвы. В 1992 году Юрию Сергеевичу присвоено звание «Заслуженный работник культуры Республики Беларусь». Почётный член Белорусского объединения фотографов. С начала 80-х до 2013 года участвовал в международных фотосеминарах Нида, Литва.

## Коллективные выставки
- 1973 — Участие в выставке «Человек и море» (Югославия), Ю.Васильев — диплом выставки
- 1977 — Участие в фестивале «Интерклуб-77» (Потсдам) Ю.Васильев — диплом выставки
- 1981 — Участие в межреспубликанской выставке портрета в Шауляе (Литва) (Ю.Васильев — медаль выставки)
- 1984 — Участие во Всесоюзной выставке «Объектив и жизнь» (Москва)
- 1985 — Участие во Всесоюзной выставке фотографии, посвященной 40-летию Победы над фашизмом (Золотая медаль ВДНХ — Ю.Васильев
- 1987 — ІІ-й Всесоюзный фестиваль народного творчества (Москва) (Ю.Васильев — медаль лауреата)
- 2007 Ю.Васильев выступил с докладом «Беларускі шлях Яна Булгака» на международном Семинаре в Вильнюсе

## Публикации
- «Советское фото», июль 1982 г. — «В фотоклубах республики».
- «Мастацтва Беларусі», апрель 1984 г. «Свой погляд».
- «Мастацтва Беларусі», июнь 1987 г. «У аб ектыве — рэчаіснасць».
- «Мастацтва», февраль 1992 г. «Знятае застанецца».
- «Беларусь», август 2000 г. «Виктор Бутра: диагностический взгляд».
- «Фотография в пространстве искусства». Материалы международной научно-практической конференции, музей Белорусской государственной академии искусств. Октябрь 2008 г. «Из истории фотографии в Беларуси. Традиции и тенденция развития».
- «Мастацтва», октябрь 2009 г. «Твор мацуецца ідэяй».
- «Фотомагия», февраль 2009. «Служить фотографии».
- «Монолог», 2009 г. «Окна в другое время».
- «Мастацтва», апрель 2010. В рубрике «Адбіткі часу» — «Арістакрат і сялянка».
- «Мастацтва», июль 2010. В рубрике «Адбіткі часу» — «Цені Вострай брамы».
- «Мастацтва», январь 2011. В рубрике «Адбіткі часу» — Такое простае шчасце".
- «Мастацтва», апрель 2011. В рубрике «Адбітки часу» — Суцішаныя кантрасты".
- «Мастацтва», май 2011. В рубрике «Адбіткі часу» — «Аб’ектыўная рэальнасць Анатоля Дудкіна».
- «Монолог», 2013 г. «История одной выставки. Вспоминая Дитлова».
- «Мастацтва», июнь 2006. — Алеся Белявец «Выстава Юрыя Васільева»
- «Мастацтва», август 2014. Круглый стол редакции с участием Юрия Васильева